# دانييل كليفر
دانييل كليفر (بالألمانية: Daniel Klewer)‏ (مواليد 4 مارس 1977 في روستوك - ألمانيا الشرقية) لاعب كرة قدم ألماني يلعب حاليا لصالح نادي الدرجة الأولى نورمبرغ الألماني منذ 2004 في مركز حارس مرمى .

## روابط خارجية
- دانييل كليفر على موقع قاعدة بيانات كرة القدم.إي يو (الإنجليزية)
- دانييل كليفر على موقع بيانات كرة القدم. دي إي (الألمانية)
- دانييل كليفر على موقع عالم كرة القدم.نت (الإنجليزية)
- دانييل كليفر على موقع كووورة